# Рорі Вільямс
Рорі Артур Вільямс (англ. Rory Arthur Williams) — персонаж британського науково-фантастичного серіалу «Доктор Хто». Наречений, потім чоловік Емі Понд, супутниці Доктора; батько Рівер Сонг.
У серіалі його роль виконує Артур Дервіл.

## Історія персонажа
Рорі Вільямс був нареченим Емі Понд. Він працював медбратом у лікарні, в якій лежали хворі, яких використовував В’язень Нуль; дуже швидко він помітив, що вулицями міста розгулюють двійники хворих, та почав розслідувати цю справу. Під час розслідування Рорі знайомиться з Доктором Хто. Далі Рорі зустрічається з Доктором в серії «Вампіри Венеції»: Доктор відвідує його передвесільну вечірку та запрошує на подорож до середньовічної Венеції. Там Доктор, Емі та Рорі виявляють позаземних загарбників, дещо схожих на вампірів, та визволяють венеційців від загарбників. Після цього епізоду Рорі починає подорожувати разом з Доктором.
У серії «Холодна кров» одна з воїнів-сілуріанців (стародавня цивілізація, яка існувала на Землі до появи людей) вбиває Рорі пострілом. Це відбувається прямо біля просторово-часової тріщини, історія про яку почалася в першій серії п'ятого сезону. Ця тріщина поглинає події: якщо її випромінювання когось торкнеться, він зникне з історії світу, і ніхто з тих, хто знав його, ніколи не згадає про нього. Тріщина поглинула Рорі, і Емі забула його. Потім вона знайшла в кишені піджака Доктора обручку, яку Рорі подарував їй, але так і не змогла згадати його.
У серії «Пандоріка відкривається», коли усі вороги Доктора об’єдналися, щоб запроторити його до Пандоріки (досконалої тюрми у вигляді велетенської скрині), свідомість Нестін створила, спираючись на інтереси Емі (яка завжди цікавилася Давнім Римом), римлян-Автонів, які повинні були заманити Доктора до пастки і запроторити його до Пандоріки. Випадково Нестін знайшла у підсвідомості Емі згадки про Рорі, й один із Автонів отримав свідомість Рорі. Він зберіг пам'ять свого початкового тіла і тому вважав себе людиною. Нестін наказала йому вбити Емі; він пручався, як міг, розповів про все Емі і вона згадала його. Але він все-таки майже вбив її (застрелив). У цей час з'явився Доктор з майбутнього і наказав Рорі витягнути його з Пандоріки. Рорі зробив це, і вони помістили всередину Емі (оскільки Пандоріка, як досконала тюрма, могла підтримувати життя ув’язненого довільний період часу), а Рорі залишився поруч з Пандорікою і супроводжував скриню дві тисячі років, охороняючи. У історію він увійшов як «Останній центуріон».
У 1996 році, коли Емі Понд вдалося остаточно вилікувати та визволити з Пандоріки, Рорі (який на той час працював охоронцем музею, де зберігалася скриня) знову опинився поруч з нею. Коли Доктор помістив себе і Пандоріку в епіцентр вибуху ТАРДІС, щоб за допомогою цілющого випромінювання Пандоріки відновити знищений вибухом всесвіт, Емі і Рорі забули його. 26 червня 2010 Емі Понд вийшла заміж за Рорі і згадала про Доктора. Вона закликала його назад, і вона разом з Рорі і Доктором — повернулися в нову ТАРДІС і почалася нова серія подорожей.
У 5-й серії 7-го сезону плакучий янгол відправляє Рорі, а потім і Емі в минуле, де вони прожили решту свого життя і померли в віці 82 і 87 років відповідно. Вони усиновили сина Ентоні, який зустрівся з дідом через тиждень після фінального відправлення батьків з Доктором.

## Відносини з персонажами
Рорі по-справжньому любить свою дружину і готовий піти на все, щоб врятувати її з нового лиха. Коли народилася Мелоді, Рорі відразу полюбив малечу і захищав її двійника до останнього. З Доктором у нього більш складні відносини: він вважає його другом, але підозрює, що Емі любить його більше, ніж самого Рорі. Він часто ревнував Емі до Доктору, але з часом зрозумів що він не правий, адже Емі любить Доктора як друга дитинства.

## Появи в «Докторі Хто»
| номер | №  | серія                   | оригінальна назва   | сценарист     | режисер         | дата виходу    | код  |
| ----- | -- | ----------------------- | ------------------- | ------------- | --------------- | -------------- | ---- |
| 203   | 1  | Одинадцята година       | The Eleventh Hour   | Стівен Моффат | Адам Сміт       | 3 квітня 2010  | 1.1  |
| 207   | 6  | Вампіри Венеції         | Vampires of Vines   | Тобі Уітхауз  | Джонні Кемпбелл | 8 травня 2010  | 1.6  |
| 208   | 7  | Вибір Емі               | Amy's Choice        | Саймон Найе   | Кетрін Морсхед  | 15 травня 2010 | 1.7  |
| 209а  | 8  | Голодна Земля           | The Hungry Earth    | Кріс Кібнелл  | Ешлі Вей        | 22 травня 2010 | 1.8  |
| 209b  | 9  | Холодна кров            | Cold Blood          | Кріс Кібнелл  | Ешлі Вей        | 29 травня 2010 | 1.9  |
| 212a  | 12 | Пандоріка відкривається | The Pandorica Orens | Стівен Моффат | Тобі Хейнес     | 19 червня 2010 | 1.12 |
| 212d  | 13 | Великий Вибух           | The Big Bang        | Стівен Моффат | Тобі Хейнес     | 26 червня 2010 | 1.13 |

| Номер | № | серія          | Оригінальна назва | сценарист     | режисер       | дата виходу     | код |
| ----- | - | -------------- | ----------------- | ------------- | ------------- | --------------- | --- |
| 213   | 0 | Різдвяна пісня | A Christmas Carol | Стівен Моффат | Тобі Хейнс    | 25 грудня 2010  | 2.X |
| -     | - | Простір        | Space             | Стівен Моффат | Річард Сениор | 18 березня 2010 | -   |
| -     | - | Час            | Time              | Стівен Моффат | Річард Сениор | 18 березня 2010 | -   |

| номер | №  | серія                      | оригінальна назва         | сценарист     | режисер         | дата виходу         | код  |
| ----- | -- | -------------------------- | ------------------------- | ------------- | --------------- | ------------------- | ---- |
| 214a  | 1  | Неможливий астронавт       | The Impossible Astronaut  | Стівен Моффат | Тобі Хейнес     | 23 квітня 2011      | 2.1  |
| 214b  | 2  | День Місяця                | Day of the Moon           | Стівен Моффат | Тобі Хейнес     | 30 квітня 2011      | 2.2  |
| 215   | 3  | Прокляття чорної мітки     | Curse of the Black Spot   | Стівен Моффат | Джеремі Вебб    | 7 Мая 2011          | 2.3  |
| 216   | 4  | Дружина Доктора            | The Doctor's Wife         | Ніл Гейман    | Річард Кларк    | 14 травня 2011 року | 2.4  |
| 217a  | 5  | Бунтівна плоть             | The Rebel Flesh           | Метью Грехем  | Джуліан Сімпсон | 21 травня 2011 року | 2.5  |
| 217b  | 6  | Майже люди                 | The Almost People         | Метью Грехем  | Джуліан Сімпсон | 28 травня 2011 року | 2.6  |
| 218a  | 7  | Хороша людина йде на війну | A Good Man Goes to War    | Стівен Моффат | Пітер Хоар      | 4 червня 2011       | 2.7  |
| 218b  | 8  | Давайте вб'ємо Гітлера     | Let's Kill Hitler         | Стівен Моффат | Пітер Хоар      | 27 серпня 2011      | 2.8  |
| 219   | 9  | Нічні кошмари              | Night Terrors             | Марк Гетісс   | Пітер Хоар      | 3 вересня 2011      | 2.9  |
| 220   | 10 | Дівчинка, яка чекала       | The Girl Who Waited       | Том МакКрай   | Нік Харран      | 10 вересня 2011     | 2.10 |
| 221   | 11 | Комплекс Бога              | The God Complex           | Тобби Уітхаус | Нік Харран      | 17 вересня 2011     | 2.11 |
| 222   | 12 | Час закінчується           | Closing Time              | Гарет Робертс | Нік Харран      | 24 вересня 2011     | 2.12 |
| 223   | 13 | Весілля Рівер Сонг         | The Wedding of River Song | Стівен Моффат | Джеремі Уеб     | 1 жовтня 2011       | 2.13 |

| номер | № | серія                           | оригінальна назва         | сценарист     | режисер          | дата виходу     | код |
| ----- | - | ------------------------------- | ------------------------- | ------------- | ---------------- | --------------- | --- |
| 226   | 1 | Притулок далеків                | Asylum of the Daleks      | Стівен Моффат | Нік Харран       | 1 вересня 2012  | 3.1 |
| 227   | 2 | Динозаври на космічному кораблі | Dinosaurs on a Spaceship  | Кріс Чібнелл  | Сол Мецстін      | 8 вересня 2012  | 3.2 |
| 228   | 3 | Місто під назвою Милосердя      | A Town Called Mercy       | Тобі Уітхауз  | Сол Мецстін      | 15 вересня 2012 | 3.3 |
| 229   | 4 | Сила трьох                      | The Power of Three        | Кріс Чібнелл  | Дуглас Маккіннон | 22 вересня 2012 | 3.4 |
| 230   | 5 | Ангели захоплюють Манхеттен     | The Angels Take Manhattan | Стівен Моффат | Нік Харран       | 29 вересня 2012 | 3.5 |